# Anguina australis
Anguina australis är en rundmaskart. Anguina australis ingår i släktet Anguina och familjen Tylenchidae. Inga underarter finns listade i Catalogue of Life.